# Javier Valcarce Ocampo
Javier Valcarce Ocampo (Lugo - La Coruña; 27 de febrero de 1922) fue un abogado, escritor y periodista gallego. 

## Trayectoria
Estudió Derecho en la Universidad de Santiago de Compostela y colaboró en El Estudiante y El Tricornio, que llegó a dirigir. En octubre de 1883 le escribió a Rosalía de Castro para incluir en este periódico fragmentos de Cantares gallegos. Fue también redactor de El Eco de Santiago y Gaceta de Galicia.
Tras pasar por Mugardos, Cuenca, León y Santiago, se instaló en Pontevedra, donde era oficial del Gobierno Civil. Colaboró en el Diario de Pontevedra, El Ciclón, Galicia Recreativa y El Ángel del Hogar, usando en ocasiones los seudónimos Ervija, Juan José y Un xeiteiro. En 1907 publicó La redención de foros, dedicado a Eduardo Vincenti y con un prólogo de Augusto González Besada, que ganó el Certamen Social y Literario de Pontevedra, convocado por la Asociación Protectora del Obrero, y que sirvió como línea táctica para los inicios de la lucha agraria del Directorio de Teis.
Se trasladó después a Palencia (1911) y finalmente a La Coruña donde fue oficial primero del ayuntamiento, funcionario del Gobierno civil y colaboró en El Ideal Gallego con la sección "Prosas rimadas" firmando con el seudónimo Pifartos.

## Obras

### Teatro

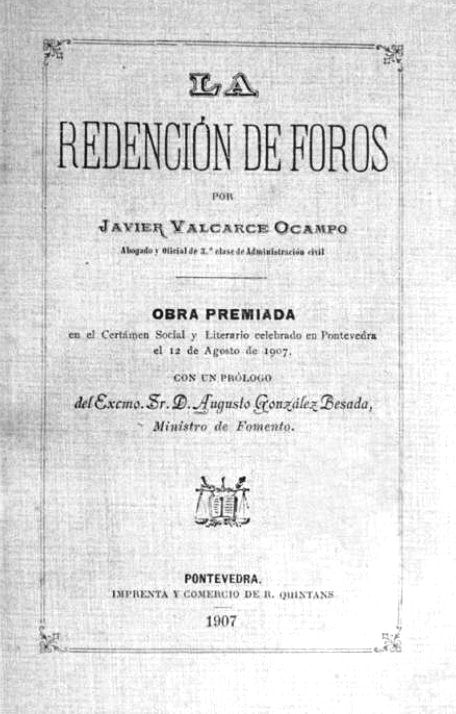
La redención de foros, 1907. Prólogo de Augusto González Besada.

- Luchar con el corazón, 1884.
- El gran proyecto, 1888.
- Pontevedra en el siglo XX, 1891.
- Siluetas, 1893.
- Palique, 1901.
- Una noche en el infierno, 1906.
- Soledad, 1908.

### Narrativa
- María

Teatro: El Premio del honor

### Poesía
- Flores de espino, 1900.

### Ensayo
- Lana redención de foros, 1907.

## Vida personal
Se casó con Camila García y fue padre del también escritor Javier Valcarce García.